# Undulus
Undulus es un género de Grassatores en la familia Phalangodidae. Existe una especie descripta en Undulus, U. formosus.